# Alwin Schultz
Alwin Schultz (6. srpna 1838 Bad Muskau – 10. března 1909 Mnichov) byl německý historik kultury a umění, vratislavský a pražský vysokoškolský pedagog.

## Život
Schultz studoval v letech 1858–1859 germanistiku a archeologii na univerzitě ve Vratislavi a po přerušení pokračoval v letech 1862–1864. Roku 1864 byl promován doktorem filozofie, 1866 habilitace pro křesťanskou archeologii a dějiny na Vratislavské univerzitě. Od roku 1870 do roku 1873 byl prozatímním vedoucím oddělení Univerzitní knihovny ve Vratislavi, zároveň na tamní univerzitě přednášel dějiny kultury, v letech 1872–1882 jako mimořádný profesor.
Roku 1882 přesídlil do Prahy, kde byl v letech 1882 až 1903 řádným profesorem dějin umění na německé Karlo-Ferdinandově univerzitě (1885–1886 děkan). Byl především medievalista, představitel pozitivismu; vycházel vždy z písemných pramenů, které také editoval. Jeho přednášky z dějin kultury středověku patřily k velmi populárním a vyhledávaným.
Byl členem správního výboru Germanisches Nationalmuseum v Norimberku, v letech 1892–1909 členem Společnosti pro podporu německé vědy, umění a literatury v Čechách, od roku 1870 člen Akademie věd v Krakově.
Po svém penzionování roku 1903 Schultz přesídlil do Mnichova, kde bydlel a nadále publikoval své stati a monografie až do smrti. Alwin Schultz se roku 1872 oženil s Němkou Annou, rozenou von Wagenhoff.

## Dílo (výběr)
- De vita atque operibus magistri Jodoci Tauchen lapicidae Wratislaviensis..., Vratislav 1864 (Disertační práce o vratislavském kameníkovi doby gotické)
- Urkundliche Geschichte der Breslauer Maler-Innung in den Jahren 1345–1523, Vratislav 1866 (monografie vratislavského malířského cechu z let 1345–1523)
- Schlesiens Kunstleben im dreizehnten und vierzehnten Jh., 1871
- Schlesiens Kunstleben im fünfzehnten bis achtzehnten Jh., 1872
- Einführung in das Studium der neueren Kunstgeschichte, 1886
- Das höfische Leben zur Zeit der Minnesinger, 2 díly, 1879–80 (populární dvojdílná příručka středověké dvorské kultury a umění 13.–14. století)
- Das häusliche Leben der europäischen Völker vom Mittelalter bis zur Hälfte des 18. Jhs., 1903